# 杜爾尼亞山
48°23′24.3″N 24°8′57.8″E / 48.390083°N 24.149389°E

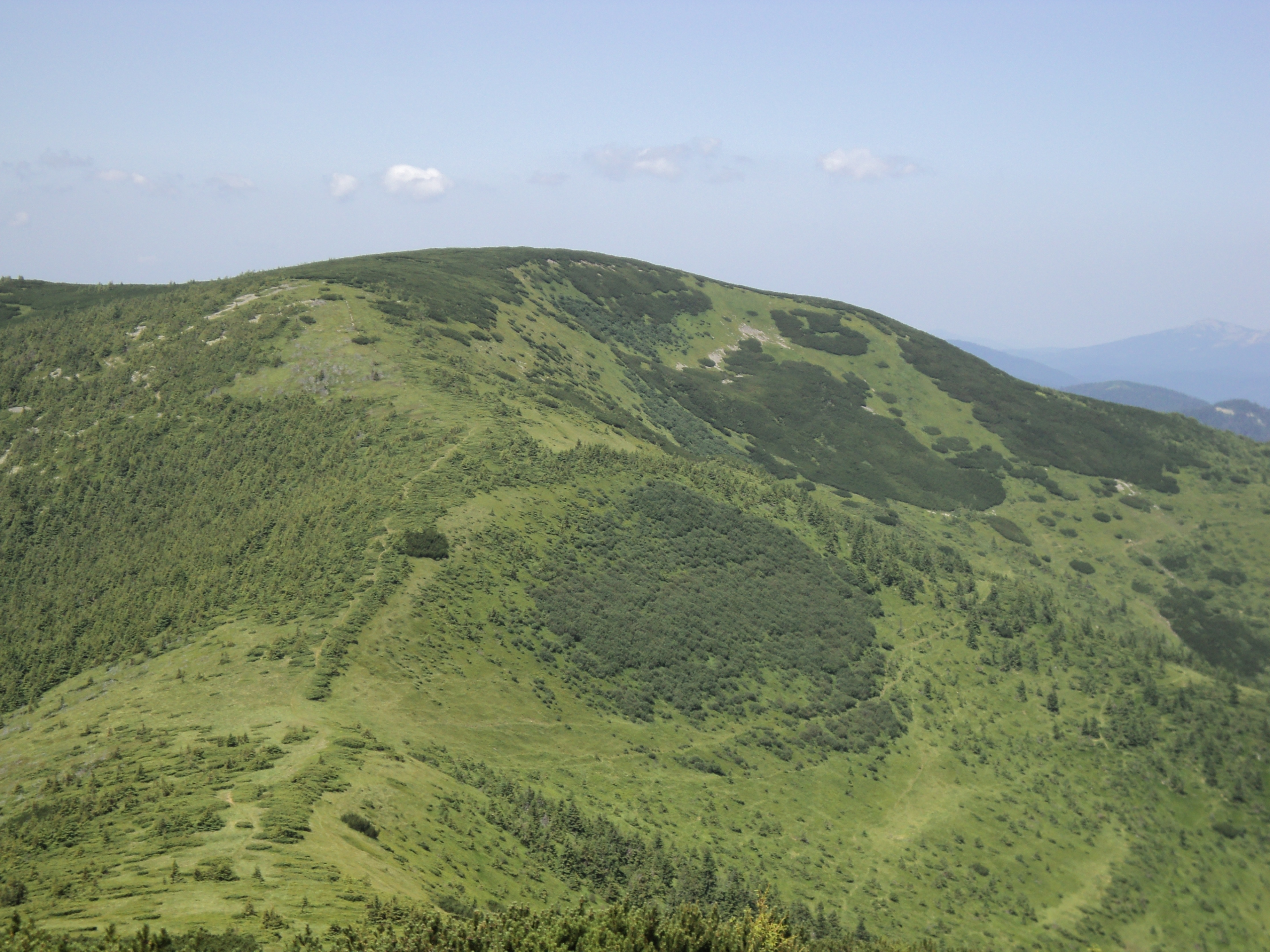

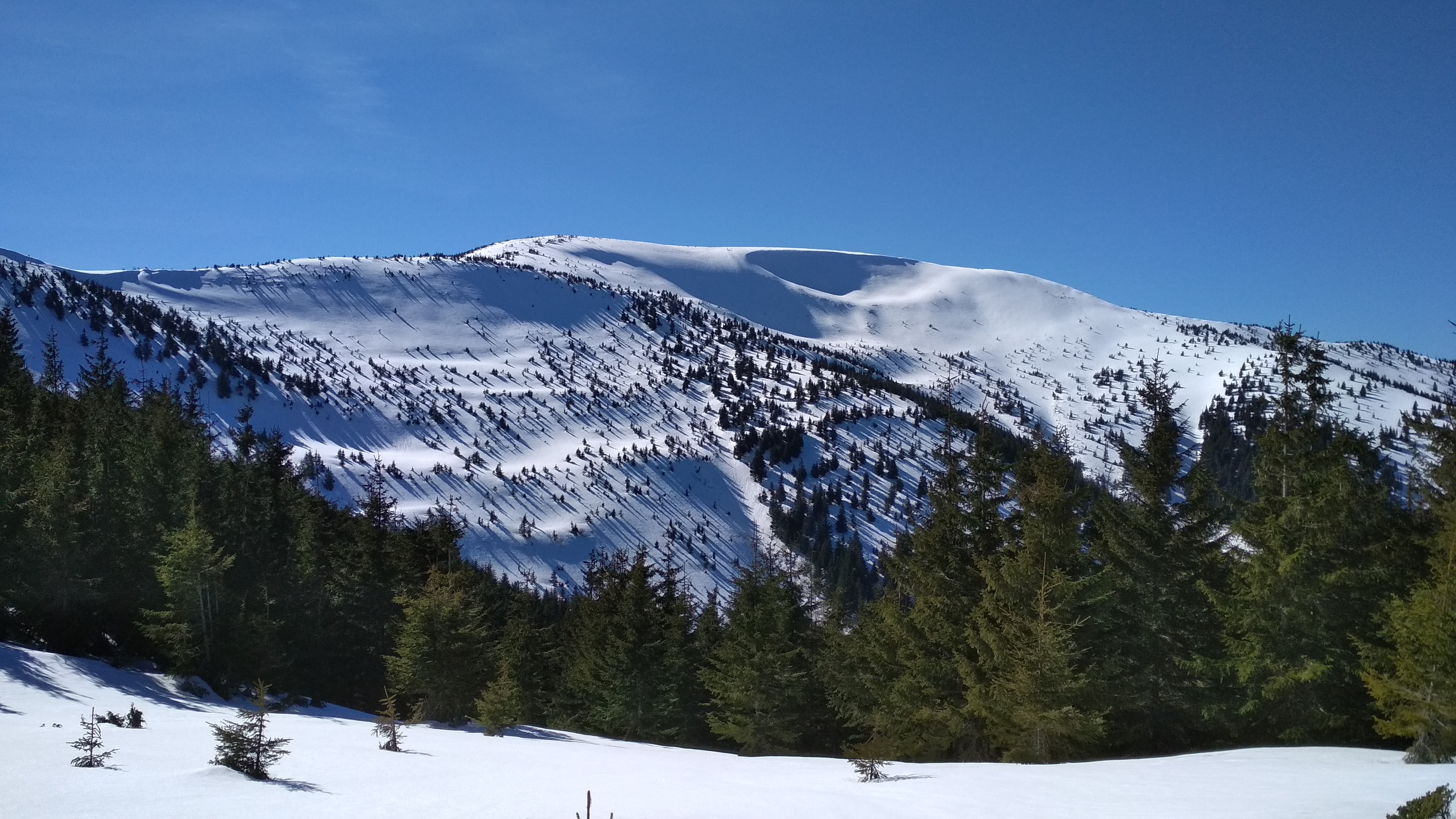

杜爾尼亞山是烏克蘭的山峰，位於該國西部，處於伊萬諾-弗蘭科夫斯克州和外喀爾巴阡州接壤的邊界，屬於烏克蘭喀爾巴阡山脈中戈爾加內山脈的一部分，海拔高度1,704米。